# Стеклянницы
Стеклянницы (лат. Sesiidae) — семейство насекомых из отряда чешуекрылых.

## Описание
Бабочки мелкие, реже средней величины с размахом крыльев 10—50 мм. Туловище более-менее толстое. Крылья узкие, больше частью прозрачные. Ноги длинные, с большими шпорами. По внешности несколько напоминают различных перепончатокрылых насекомых (крупные стеклянницы похожи на ос). Летают днём.
Гусеницы развиваются внутри стволов и ветвей деревьев и кустарников, некоторые — в корнях или на корнях травянистых растений.

## Распространение
В мире известно 152 рода и 1384 видов. В Европе 115 видов (Laštuvka
Z., Laštuvka A., 2001), в Европейской части России около 50 видов (8 родов), в Чувашской Республике 8 видов (Ластухин, 2010).

## Классификация
Семейство было выделено французским энтомологом Жан-Батистом де Буадювалем в 1828 году. В семействе выделяют 2 подсемейства:
Подсемейство Sesiinae Boisduval, 1828
- Aegerina Le Cerf in Oberthür, 1917
- Albuna W. Edwards, 1881
- Alcathoe H. Edwards, 1882
- Bembecia Hübner, 1819
  - Bembecia ichneumoniformis (Denis & Schiffermüller, 1775)
- Calasesia Beutenmüller, 1899
- Carmenta H. Edwards, 1881
- Chamaesphecia Spuler, 1910
- Cissuvora Engelhardt, 1946
- Dipchaspecia Capuse, 1973
- Euhagena Edwards, 1881
- Hymenoclea Engelhardt, 1946
- Melittia Hübner, 1819
- Osminia Le Cerf, 1917
- Palmia Beutenmüller, 1896
- Paranthrene Hübner, 1819
  - Paranthrene tabaniformis (Rottemburg, 1775) — Стеклянница малая тополевая
- Penstemonia Engelhardt, 1946
- Podosesia Möschler, 1879
- Pyropteron Newman, 1832 Pyropteron
- Sannina Walker, 1856
- Sesia Fabricius, 1775
  - Sesia apiformis (Clerck, 1759) — Стеклянница тополёвая большая
  - Sesia bembeciformis (Hϋbner, 1806) — Стеклянница-шершневидка
- Synansphecia Capuse, 1973
- Synanthedon Hübner, 1819
  - Synanthedon culiciformis (Linnaeus, 1758) — Стеклянница комаровидная
  - Synanthedon formicaeformis (Esper, 1783) — Стеклянница муравейная
  - Synanthedon losmanovi Gorbunov & Ivanov, 2024 — Стеклянница Лосманова
  - Synanthedon myopaeformis (Borkhausen, 1789) — Стеклянница яблоневая
  - Synanthedon scoliaeformis (Borkhausen, 1789) — Стеклянница березовая
  - Synanthedon tipuliformis (Clerck, 1759) — Стеклянница смородинная
- Vitacea Engelhardt, 1946
- Weissmanniola Naumann, 1971

Подсемейство Tinthiinae Le Cerf, 1917
- Pennisetia Dehne, 1850
  - Pennisetia hylaeiformis (Laspeyres, 1801) — Стеклянница малинная
- Negotinthia Gorbunov, 2001
  - Negotinthia efetovi Gorbunov, 2019